# Procrica mariepskopa
Procrica mariepskopa is een vlinder uit de familie bladrollers (Tortricidae). De wetenschappelijke naam voor deze soort is voor het eerst geldig gepubliceerd in 2008 door Józef Razowski.
De soort komt voor in tropisch Afrika.